# Virolahti
Virolahti (Vederlax in svedese) è un comune finlandese di 2985 abitanti, situato nella regione del Kymenlaakso.
È sede di una parrocchia del XVIII secolo. 

## Geografia fisica
La municipalità, posta nella parte sud-est della nazione al confine con la Russia e nella parte orientale della Carelia, è immersa in boschi di betulle, e si trova a pochi chilometri da Hamina.
Nel territorio comunale è compresa la parte finlandese dell'isola di Koiluoto.

## Infrastrutture e trasporti
Nei pressi della frazione Vaalimaa ha termine la Valtatie 7.

## Storia

### Simboli
Lo stemma di Virolahti è così descritto: